# اللواء 22 مدرع (اليمن)
اللواء 22 مدرع (حرس جمهوري) هو لواء مدرع يمني يتبع المنطقة العسكرية الرابعة، وكان قبلها تابع لقوات الحرس الجمهوري حتى نقل إلى القوات البرية في «المنطقة العسكرية الجنوبية» محور تعز في 6 أغسطس 2012. يتمركز اللواء في مديرية التعزية بمحافظة تعز.

## القادة
| م | القائد                      | بداية | نهاية |
| - | --------------------------- | ----- | ----- |
|   | العميد / محمد البخيتي       | -     |       |
| 2 | العميد الركن صادق علي سرحان | 2015  |       |